# Mount Nivea
Mount Nivea (in Argentinien Cerro Níveo) ist ein markanter und am Gipfel schneebedeckter Berg von 1265 m Höhe auf Coronation Island im Archipel der Südlichen Orkneyinseln. Er ragt am Kopfende des Sunshine Glacier auf. Eine Reihe von Felstürmen liegen auf seiner Nordwestseite.
Der Falkland Islands Dependencies Survey nahm zwischen 1948 und 1949 Vermessungen des Bergs vor und benannte ihn nach den in diesem Gebiet brütenden Schneesturmvögeln (Pagodroma nivea).